# Mamodu
Mamodu is een bestuurslaag in het regentschap West-Soemba van de provincie Oost-Nusa Tenggara, Indonesië. Mamodu telt 1354 inwoners (volkstelling 2010).